# Heylen en de Herkomst
Heylen en de Herkomst is een Belgisch televisieprogramma waarin Martin Heylen reist met een bekende Vlaming naar het land vanwaar hij of zijn familie oorspronkelijk vandaan komt. Heylen eindigt steevast met de vraag: Gaan we naar huis, of zijn we er al?. Het programma werd uitgezonden vanaf 7 april 2014 op de zender VIER. Op 3 februari 2015 startte het tweede seizoen.

## Afleveringen
| Afl. | Uitzenddatum  | Kijkcijfer (Dag) | Persoon die wordt gevolgd | Land van herkomst |
| ---- | ------------- | ---------------- | ------------------------- | ----------------- |
| 1    | 7 april 2014  | 430.032          | Élodie Ouédraogo          | Burkina Faso      |
| 2    | 14 april 2014 | 469.004          | Jani Kazaltzis            | Griekenland       |
| 3    | 21 april 2014 | 444.172          | Meyrem Almaci             | Turkije           |
| 4    | 28 april 2014 | 438.683          | Barbara Sarafian          | Armenië           |
| 5    | 5 mei 2014    | 478.229          | Aagje Vanwalleghem        | Brazilië          |
| 6    | 12 mei 2014   | 378.711          | Tatiana Silva             | Kaapverdië        |
| 7    | 19 mei 2014   | 458.715          | Prem Radhakishun          | Suriname          |
| 8    | 26 mei 2014   | 365.730          | Svetlana Bolshakova       | Rusland           |

| Afl. | Uitzenddatum     | Kijkcijfer (Dag) | Persoon die wordt gevolgd | Land van herkomst |
| ---- | ---------------- | ---------------- | ------------------------- | ----------------- |
| 1    | 3 februari 2015  | 391.641          | Matteo Simoni             | Italië            |
| 2    | 10 februari 2015 | 437.941          | Lies Lefever              | Rwanda            |
| 3    | 17 februari 2015 | 406.598          | Adil El Arbi              | Marokko           |
| 4    | 24 februari 2015 | 378.753          | Michèle Van Sebroeck      | Brazilië          |
| 5    | 3 maart 2015     | 371.033          | Karoline Kamosi           | Congo-Kinshasa    |
| 6    | 10 maart 2015    | 500.205          | Zdeněk Štybar             | Tsjechië          |
| 7    | 17 maart 2015    | 406.804          | Thomas Smith              | Engeland / India  |
| 8    | 24 maart 2015    | 414.842          | Quyên Truong Thi          | Vietnam           |